# Shake It Up (Selena Gomez)
Shake It Up è un singolo della cantante statunitense Selena Gomez, estratto dall'album Shake It Up: Break It Down, colonna sonora della serie televisiva A tutto ritmo. Il singolo è stato pubblicato il 24 ottobre 2010 dall'etichetta discografica Walt Disney Records e viene utilizzato come sigla per la serie televisiva.
Il titolo del singolo dà il nome alla serie in inglese (Shake It Up).

Fotogramma dalla sigla A tutto ritmo

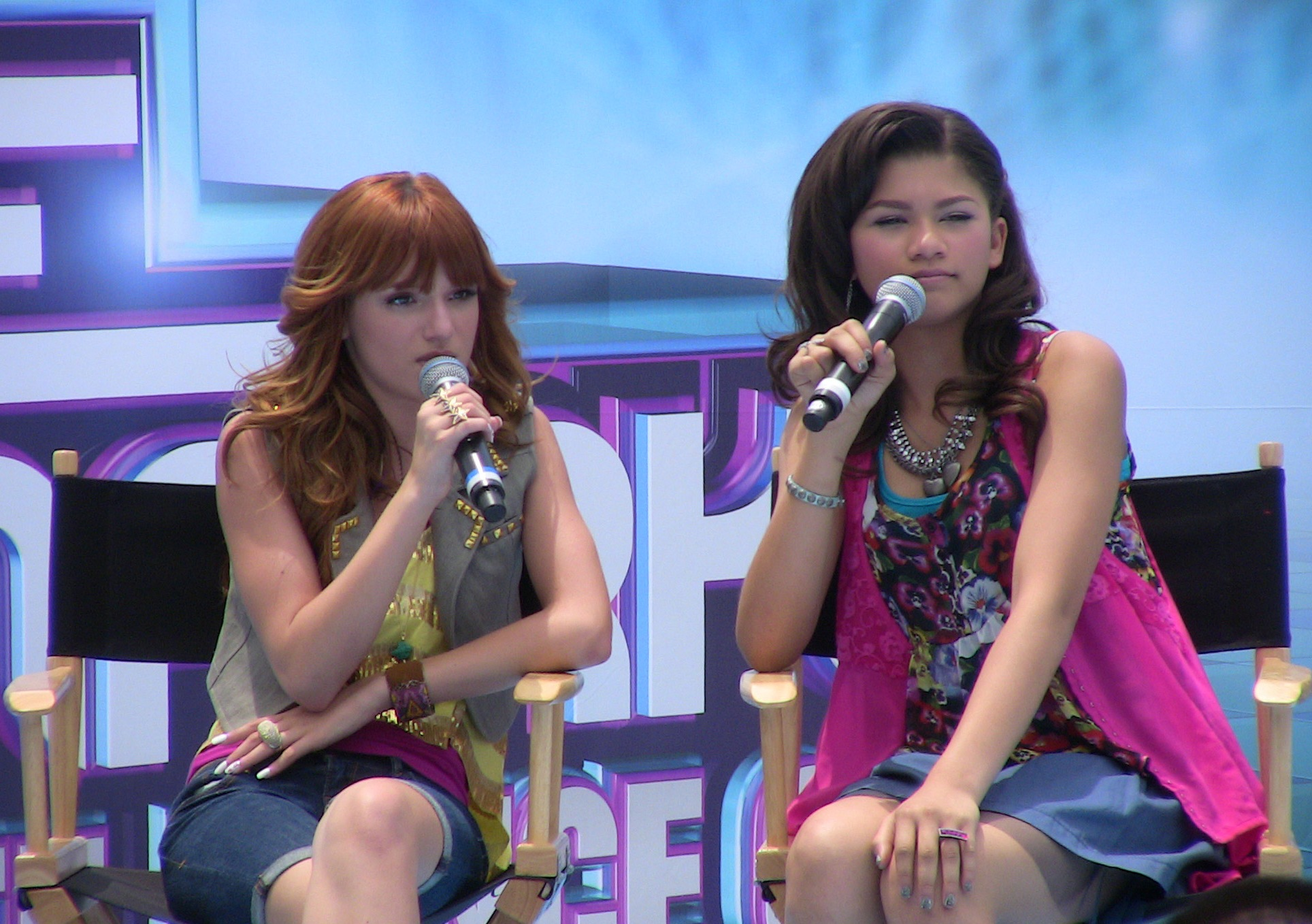
Bella Thorne e Zendaya